# Hemerobius gibbus
Hemerobius gibbus is een insect uit de familie van de bruine gaasvliegen (Hemerobiidae), die tot de orde netvleugeligen (Neuroptera) behoort. 
Hemerobius gibbus is voor het eerst wetenschappelijk beschreven door Müller in 1776.